# Julius Porcellis
Julius Porcellis, né après 1609 à Rotterdam et inhumé le 30 septembre 1645 à Leyde, est un peintre du siècle d'or néerlandais. Fils de Jan Porcellis, il s'est spécialisé, comme son père, dans les marines.

## Biographie
Julius Porcellis a été formé par son père, Jan Porcellis, dont il reprend les thèmes, la manière et le monogramme.